# 46 Гестія
46 Гестія — темний астероїд типу C головного поясу, відкритий 16 серпня 1857 року.